# إميل دوبويس
إميل دوبويس (بالفرنسية: Émile Dubois)‏ هو سياسي فرنسي، ولد في 9 أغسطس 1913 في ليل في فرنسا، وتوفي في 9 سبتمبر 1973 في فيلينيوف لوبيت في فرنسا. حزبياً، نشط في French Section of the Workers' International ‏. وقد انتخب عضو مجلس الشيوخ في الجمهورية الرابعة (8 يونيو 1958 – 26 أبريل 1959) وانتخب عضو مجلس الشيوخ الفرنسي (26 أبريل 1959 – 9 سبتمبر 1973) وانتخب نائب فرنسي عن دائرة نور (1951 – 1955).